# Cranes
Cranes – brytyjski zespół grający dream pop z dużymi wpływami rocka gotyckiego założony w 1985 roku w Portsmouth w Anglii.
Cranes kojarzeni są z subtelnym, wysokim głosem ich wokalistki, Alison Shaw, opisanej przez New Musical Express jako piękną syrenę duszoną nieśpiesznie na krętej klatce schodowej pełnych grozy gitar. Zespół zyskał na popularności w 1992, kiedy to towarzyszyli The Cure podczas tournée promującego album Wish.
Nazwa zespołu (pol. żurawie) nawiązuje do dźwigów w dokach przy Portsmouth.

## Skład
- Alison Shaw – wokal
- Jim Shaw (brat Alison) – perkusja, gitara, wokal wspierający
- Paul Smith – gitara, gitara basowa, instrumenty klawiszowe
- Jon Callendar – perkusja (od 1999)
- Mark Francombe – gitara basowa, gitara, instrumenty klawiszowe (od 1990 do 1999)
- Manu Ros – perkusja (od 1996 do 1999)
- Matt Cope – gitara (od 1990 do 1996)

## Dyskografia

### Albumy
- Fuse (kaseta, 1986)
- Self-Non-Self (1989)
- Wings of Joy (1991)
- Forever (1993)
- Forever Remixes (1993)
- Loved (1994)
- La tragédie d'Oreste et Électre (1996)
- Population 4 (1997)
- EP Collection, Vol. 1 & 2 (1997)
- Future Songs (2001)
- Live in Italy (2003)
- Particles and Waves (2004)
- Cranes (2008)

### Minialbumy
- Inescapable (1990)
- Espero (1990)
- Adoration (1991)
- Tomorrow's Tears (1991)
- Jewel (1993)
- Shining Road (1994)
- Can't Get Free (1997)
- The Moon City/It's a Beautiful World (7-calowy winyl, 2002)
- Submarine (2002)